# 이시야마 전투
이시야마 전투(일본어: 石山合戦)는 일본 아즈치모모야마 시대의 전투로, 겐키 원년(1570년)부터 덴쇼 8년(1580년)까지 10년 간에 걸쳐서 잇코슈(정토진종 혼간지, 잇코 잇키)와 오다 노부나가 사이에 벌어진 전투이다. 혼간지 문주 겐뇨가 이시야마 혼간지에서 농성전을 벌였기 때문에 이시야마 전투라고 불린다. 이시야마 전쟁(石山戦争)이라고 불리기도 한다.
넓은 의미로는 겐키 원년 9월 12일(1570년 10월 11일)의 이시야마 거병에서 덴쇼 8년 8월 2일(1580년 9월 10일)의 겐뇨의 기이로의 퇴거까지를 가리키나, 덴쇼 8년 윤 3월 7일(1580년 4월 20일)에 혼간지가 퇴거 서약서를 오다 노부나가에게 보내어 전투행위를 멈췄을 때 사실상 전투가 종결된 것으로 보기도 한다.
센고쿠 시대 최대의 종교적 무장세력이었던 혼간지 세력과 천하포무(天下布武)를 지향하는 오다 노부나가와의 군사적·정치적 결전으로서, 이 전투의 종결과 동시에 각지의 잇코 잇키의 기세도 현저하게 약화되었다. 또한, 에도 시대에 혼간지가 동서로 분열되는 원인이 되기도 하였다.

## 전투

### 요도가와 둑 전투
겐키 원년(1570년) 9월 12일에 겐뇨는 “오다 노부나가는 혼간지를 멸망시키려는 불적이다”라는 격문을 혼간지 문도에게 돌리고, 미요시 가문(三好氏) 공략을 위하여 셋쓰국 후쿠시마(福島)에 진을 치고 있던 오다 군을 급습하였다. 이시야마에서 출격한 혼간지 군은 14일에는 요도가와 둑(淀川堤)에서 오다 군과 직접 격돌하였으나, 전투는 오다 군이 우세한 상황에서 끝나고 혼간지 군은 이시야마로 퇴각하여 농성전을 펼쳤다. 오다 군은 이미 주위가 적대 세력으로 둘러싸인 사면초가 상태였기 때문에, 이시야마에는 감시를 위한 소수의 병력만을 남겨두고 조정을 움직여 혼간지 군에게 창을 거두라는 칙서를 내리는 등 혼간지와의 전투를 피하였다. 이 때문에 이시야마 혼간지 제 1차 거병은 1개월도 되지 않는 기간만에 실질적으로 끝을 맺게 되었다(이 때의 전투는 노다성·후쿠시마 성 전투를 참조, 제 1차 이시야마 전투).
이시야마 혼간지의 거병과 거의 동시에 이세의 나가시마(長島) 혼쇼지(願証寺)에서 잇코 잇키가 발생하여(나가시마 잇코 잇키), 오다 노부나가의 동생 노부오키(信興)가 지키던 오와리의 고키에 성(小木江城)을 함락시키는 등 공공연하게 노부나가에게 적대하였다. 이에 겐키 2년(1571년)에 노부나가는 나가시마에 병력을 파견하여 잇코 잇키의 괴멸을 명하나, 많은 수의 병사를 잃고 실패하였다. 이 해에 오다 군의 잇코 잇키 대항전의 결과는 9월에 시무라 성(志村城)·가네가모리 성(金ヶ森城)을 공략하는 정도에 그쳤다. 또한, 겐키 3년(1572년)에 노부나가는 교토에 자신의 저택을 지었을 때 겐뇨에게 명품 다기를 선물로 보내라고 독촉하고, 7월에는 가신단에게 잇코슈 금지령을 내는 등 압박하였으나, 이 때는 다케다 신겐이 중재하여 일단 화의를 맺는 모양새로 매듭지었다. 이듬해 겐키 4년/덴쇼 원년(1573년)에 노부나가는 재차 나가시마를 공격했으나 실패하였다.
이 시기에 양자 간에 직접적인 전투는 벌어지지 않았으나, 이른바 정보전은 굉장히 치열하였다. 겐뇨는 늦어도 1572년 말 경에는 다케다 신겐과 모리 가문 등과 비밀리에 동맹을 맺어 노부나가를 동서 방향에서 협공하려고 획책하였다고 여겨지며, 쇼군 아시카가 요시아키도 이 흐름에 동조하여 다케다 신겐에게 상락을 촉구하였다. 당연히 노부나가도 이러한 움직임을 견제하기 위하여, 조정을 통한 외교와 우에스기 겐신과의 우호 공작 등을 실행하였다. 따라서 1573년 말까지 이시야마 혼간지와 노부나가 사이는 서로 끊임없이 견제하면서도 전투를 벌이지는 않는 냉전 상태였다고 생각된다.

### 나가시마·에치젠 잇키 궤멸
1573년, 노부나가는 에치젠의 아사쿠라 요시카게와 북 오미의 아자이 나가마사를 연이어 멸망시키고, 아사쿠라 가문의 본거지 에치젠에는 마에바 요시쓰구(前波吉継)를 슈고다이로 임명하여 통치를 맡겼다. 그러나, 요시쓰구는 강압적인 행위를 많이 하는 등 고쿠진 영주들의 반감을 사 그 다음해 1월에 고쿠진 영주와 손을 잡은 잇코 잇키가 발생하여, 요시쓰구는 살해당하고, 에치젠은 잇코 잇키가 장악하였다. 이에 따라 노부나가는 애써 얻은 에치젠을 잇코슈에게 빼앗긴 꼴이 되었다.
이 사실을 알게 된 겐뇨는 수하 시모쓰마 라이쇼(下間頼照)를 에치젠 슈고에 임명하여, 자연스럽게 혼간지와 노부나가의 화의는 파기되어, 4월 2일에 이시야마 혼간지는 오다 가문에 대하여 재거병하였다.
혼간지는 나가시마·에치젠·이시야마 세 거점에서 노부나가에게 맞서는 형세였으나, 서로가 반독립적인 군정을 펼친다는 약점이 있었다. 노부나가는 이를 최대한으로 활용하여 각개 격파하는 전술을 펼쳤다. 1572년 7월, 노부나가는 대동원령을 발령하여 나가시마를 육상·해상 양면에서 포위하고, 산발적으로 공격을 가하는 동시에 보급로를 봉쇄하는 병량공격을 가하였다. 나가시마 성은 이러한 공격에 버티지 못하고 9월 29일에 항복하였다. 그러나, 노부나가를 이를 용서하지 않고 나가시마에서 농성한 사람을 전원 처형하는 방침을 세워, 성에 불을 질러 잇키 세력을 궤멸하였다. 주도자인 혼쇼지의 사교(佐堯)도 자결하였다
덴쇼 3년(1575년), 노부나가는 포위망의 일각을 맡은 다케다 가쓰요리를 나가시노 전투에서 격파하고 병사를 충분히 쉬게 한 뒤, 그해 8월 12일 에치젠으로 진군하였다. 한편, 에치젠에서는 시모쓰마 라이쇼 등 혼간지에서 파견된 사람들이 과중한 세금을 부과하였기 때문에, 에치젠 잇코 잇키에 대한 민중과의 관계가 악화되어, 시모쓰마 등에 대한 잇코 내 잇키마저 일어나는 상황이었다.
이러한 잇코슈 내부의 혼란을 틈탄 오다군은 연전연승을 거두며 순식간에 에치젠을 제압하고, 100여년 간 잇코슈의 지배하에 있는 가가 남부까지 공격해 들어갔다. 9월, 노부나가는 기타노쇼 성(北の庄城)에 입성하고, 그 뒤 미노의 기후성(岐阜城)으로 돌아가 이시야마를 견제하였다.
혼간지의 세 거점 중 두 곳을 격파당하고, 더구나 나가시마 잇코 잇키가 철저하게 근절당한 것을 안 이시야마의 겐뇨는 스스로의 행위를 노부나가에게 사죄하고 서약서를 바치는 것으로 노부나가와 재차 화의를 맺었다. 지난 번의 화의와는 달리 노부나가가 “이번 대응을 봐서 사면 여부를 결정하겠다”라고 나오는 등, 노부나가에게 현저하게 유리한 상태에서의 강화였다. 그렇지만 실제로는 노부나가는 아직 우에스기·다케다·모리 가문 사이에 끼어 있어 노부나가에게 있어서도 화의는 군사적으로 나쁜 이야기는 아니었다.

### 덴노지 전투·기즈가와구치 해전
덴쇼 4년(1576년) 봄, 겐뇨는 모리 가문의 비호를 받고 있던 쇼군 아시카가 요시아키와 손을 잡고 세 번째로 거병하였다. 이에 대하여 노부나가는 4월 14일에 아케치 미쓰히데에게 명하여 이시야마 혼간지를 세 방면에서 포위하였다. 그러나 포위 뒤에도 혼간지는 기즈구치(木津) 등에서 해상을 경유한 탄약·병량 보급 받고 있어서, 노부나가 군이 기즈를 공격하자 혼간지 군은 역으로 1만을 넘는 군세로 기즈의 노부나가 군을 격파하고, 덴노지 요새(天王寺砦) 부근까지 공격해 들어갔다. 이 패전 소식을 들은 노부나가는 곧 주변 국에 수하 장수들에게 지원병을 이끌고 올 것을 명령하였으나, 갑작스러운 일이라 병사의 집결이 늦어졌다. 이에 노부나가는 인내심의 한계를 느끼고 겨우 3천여의 병사를 이끌고 덴노지를 포위한 1만 5천의 혼간지 군의 포위망을 돌파하여 요새로 들어갔다. 미쓰히데를 비롯한 요새 내의 7천의 병사가 합류한 1만여의 군세로 혼간지 군을 공격하였다. 농성전이 될 것이라고 예상하고 있던 혼간지 군은 갑작스런 공격에 패주하여 이시야마 혼간지로 퇴각하였다(덴노지 전투(天王寺合戦)). 그 뒤, 노부나가는 이시야마 혼간지 주변에 요새를 쌓아 혼간지를 완전히 포위하였다.
경제적으로 봉쇄된 혼간지는 모리 데루모토에게 원조를 요청하였다. 데루모토는 요청에 응하여 7월 15일에 무라카미 수군과 모리 수군의 전투선 7, 8백척이 기즈가와구치에서 오다 수군을 격파하고 혼간지에게 병량·탄약을 보급하였다(제 1차 기즈가와구치 전투). 노부나는 하는 수 없이 세 방면에서의 감시를 강화시키고 일단 병사를 물렸다.
다음해 2월 2일, 혼간지에게 협력하고 있던 기이의 사이카슈와 네고로슈의 일부가 노부나가에게 내응을 약속하였다. 이에 노부나가는 2월 13일 교토에서 출진하여, 이즈미·기이 방면으로 공격해 들어갔다. 산로와 해로 양쪽으로 나누어 공격해 들어온 전법이 성과를 거두어 별 피해 없이 기이에 공격해 들어간 노부나가는 3월 1일에 사이카슈의 한 사람인 스즈키 마고이치의 거성을 포위 공격하였다. 그러나 그 다음날, 이 공세로 주변 일대가 황폐해지는 사태를 우려한 사이카슈가 오사카에서의 일을 배려해주는 조건으로 항복을 청해와, 노부나가는 이를 받아들이고 철수하였다.
1차 기즈가와구치 전투의 패전 뒤, 노부나가는 구키 수군의 수령 구키 요시타카에게 불타지 않는 배를 만들라고 명하여, 요시타카는 배 외장에 철판을 붙인 철갑선을 건조하였다. 또한, 그와는 별개로 다키가와 가즈마스(滝川一益)에게도 거함의 건조를 명하여, 덴쇼 6년(1578년) 6월 26일, 철갑선 여섯 척과 백주(白舟) 한 척을 중심으로 한 선단이 구마노(熊野)에서 오사카 근해를 향하여 출진하였다. 혼간지는 이 선단의 진격을 막고자 요격하여 작은 배로 포위하고 철포와 불화살로 공격하였으나, 요시타카는 여유롭게 응전하여 대포로 적선 대부분을 격침시켰다. 이에 두려움을 느낀 혼간지는 선단에 다가가는 것을 주저하게 되어, 선단은 7월 17일에 어렵지 않게 사카이에 접안하고, 다음날부터 이시야마 혼간지의 해로를 봉쇄하였다.
11월 6일, 모리 수군은 6백여척의 선단을 이끌고 다시 기즈가와 하구에 나타났다. 오다 군은 구키 요시타카의 철갑선을 줌심으로 대항하였으나, 모리 수군은 이번에도 1차 기즈가와구치의 승리 요인이었던 불화살과 배락(불 붙은 공) 등의 화공을 적극적으로 사용하여 공격을 감행하였다. 그러나, 요시타카는 불의 영향을 받지 않는 철갑선을 적의 대장이 타고 있다고 여겨지는 배에 접근시켜 대포로 격침시키는 방법으로 모리 수군의 진형을 무너뜨려, 결국 모리 수군의 배 수백척을 퇴각시키는 데 성공하였다(제 2차 기즈가와구치 전투). 이 패전으로 혼간지는 완전히 포위되어 고립무원 상태에 빠지고 말았다.

### 강화
덴쇼 6년 10월, 셋쓰에서 이시야마 혼간지 토벌을 담당하던 노부나가의 가신 아라키 무라시게(荒木村重)의 모반으로(아리오카 성 전투(有岡城の戦い)) 노부나가의 대 이시야마 혼간지 전략에 중대한 착오가 발생하였다. 이를 계기로 노부나가는 조정을 통하여 혼간지에게 화의를 타진하였다. 조정은 노부나가의 희망을 받아들여 칙사를 보내기는 했으나, 혼간지와 모리 가문의 찬성이 없으면 안된다고 하여 사실상 거부하였기 때문에 교섭은 결렬되었다. 이 조건을 받아들인 노부나가는 모리 가문과도 화해하기로 결정하여, 모리 가문에 칙사를 파견하게 되었다. 그러나 그 직후에 제 2차 기즈가와구치 전투에서 오다 수군이 대승하자 노부나가는 화평 교섭을 중지하고 아라키 무라시게의 모반 진압에 신경을 기울였다. 또한, 무라시게의 모반 자체가 주변 장수들의 호응을 얻지 못한 까닭에, 반란 자체는 오래 끌었지만 이시야마 혼간지 공략에 큰 영향을 미치지는 못하였다.
제 2차 기즈가와구치 전투에서 모리 수군의 패퇴로 보급망이 끊긴 혼간지는 곧 탄약과 병량이 부족할 것을 걱정하여, 덴쇼 7년(1579년) 12월, 결국 노부나가와의 항구적인 화의를 검토하게 되어 비밀리에 조정에 전 해의 화평 교섭 재개를 희망한다는 뜻을 전하였다. 이러한 움직임을 기대하고 있던 노부나가 쪽에서도 재차 조정에 화평 교섭의 중개를 맡아달라고 부탁하여, 이듬해 덴쇼 8년(1180년) 3월 1일, 조정에서 혼간지에 칙사를 보내자 혼간지는 화평 교섭에 동의하였다. 또한, 노부나가도 조정과는 별개로 개전의 경위를 아는 고노에 사키히사(近衛前久)를 파견하여 혼간지와의 타협점을 찾았다. 이러한 경위에서 칙명강화라는 방식으로 화의를 맺기를 제안한 것은 노부나가 측으로 보는게 보통이나, 실제로 화평 교섭을 신청한 것은 혼간지 측이었다는 설도 있다.
윤 3월 7일, 혼간지는 노부나가에게 서약서를 제출하여, 노부나가와 혼간지는 세 번째로 화의를 맺었다.
4월 9일, 겐뇨는 이시야마 혼간지를 자신의 적자이자 신임 문적인 교뇨(教如)에게 넘기고 기이 사기노모리 별원으로 퇴거하였다. 그러나 이시야마에 있는 병량으로 처자를 먹여살리고 있던 사이카와 아와지의 문도들은 이시야마에서 떠나면 궁핍한 생활을 해야할 것이라는 불안에 휩싸여, 노부나가에게 저항을 계속해야한다고 주장하고 교뇨도 이에 동조하였다. 이 때문에 겐뇨가 이시야마를 떠난 뒤에도 이시야마는 노부나가에게 저항하는 교뇨 파가 점거하여 이시야마를 손에 넣으려던 노부나가의 목적은 달성되지 않았다
7월 2일, 겐뇨는 세 사람의 사자를 보내 노부나가에게 감사를 표하고, 노부나가도 이에 답례하였다. 이것과 아라키 무네시게의 모반의 진압이 끝나는 등 정세가 악화되고 고노에 사키히사가 재차 설득 공작을 펼쳐 교뇨 파는 이시야마를 노부나가에게 넘기고 사이카로 퇴거하여, 8월 2일에 마침내 이시야마는 노부나가의 손에 들어가게 되었다. 교뇨 파가 퇴거한 직후 이시야마 혼간지에 화재가 발생하여 3일 밤낮으로 불에 타서 이시야마 혼간지는 전소하였다. 이것은 퇴거에 불만을 가진 교뇨 측의 방화라는 소문이 돌았으나, 《신초코키(信長公記)》에서는 오다 쪽의 과실로 인한 실화였을 거라고 추측하고 있다.

## 영향
이시야마 전투는 당시의 최대 종교 잇키이기도 하였기 때문에, 이 전투가 종결되자 각지에서 일어나던 종교 잇키도 격감하게 되었다. 이시야마에 이어 대규모의 세력을 자랑하던 가가 잇코 잇키는 노부나가의 부장 시바타 가쓰이에와 교전하고 있었으나, 강화조건에 불만을 품어 노부나가와 겐뇨 양쪽의 정전 명령을 무시하고 전투를 계속하여 이시야마 전투 종결 후 약 1년도 지나지 않은 덴쇼 8년(1580년) 11월 17일에 시바타 가쓰이에에게 대패하고, 덴쇼 10년(1582년) 최후에 저항하던 요시노다니(吉野谷)의 잇키가 진압되어 “백성이 소유하는 나라 ” 가가 잇코 잇키는 종언을 고하였다. 이 때문에, 이시야마 전투 이후에 종교 세력의 비무장화가 더욱 가속되어 종교 단체는 독립성을 잃고 정권의 통제 하에 들어가게 되었다. 이것이 일본의 정교분리의 기초가 되었다는 견해도 있다.